# محمد العبد اللطيف
محمد حسين العبد اللطيف هو حارس مرمى كرة قدم سعودى يلعب في نادي عرعر.

## مسيرة اللاعب
لعب في نادي هجر ونادي المجزل ونادي عرعر ونادي الترجي.